# Межзвёздное облако

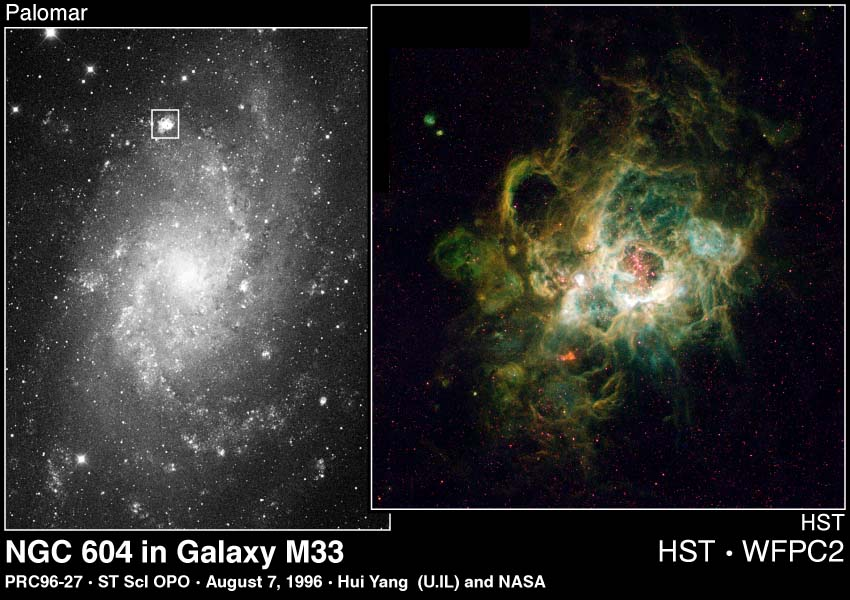
Более 200 новообразованных звёзд внутри облака известного как NGC 604 в галактике Треугольника. Звёзды облучают газ высокоэнергетическим ультрафиолетовым излучением и ионизированными атомами, а также создают большие полости внутри облака.

Межзвёздное облако — общее название для скоплений газа, плазмы и пыли в нашей и других галактиках. Иными словами, межзвёздное облако имеет более высокую плотность, чем средняя плотность межзвёздной среды. В зависимости от плотности, размера и температуры данного облака, водород в нем может быть нейтральным (область H I), ионизированным (то есть в виде плазмы) (область H II) или молекулярным (молекулярное облако). Нейтральные и ионизованные облака иногда также называют диффузными облаками, в то время как молекулярные облака называют плотными облаками.

## Химический состав
Анализ состава межзвёздных облаков осуществляется путём изучения их электромагнитного излучения с помощью больших радиотелескопов. Исследуя спектр излучения межзвёздного облака и сопоставляя его со спектром конкретных химических элементов, можно определить химический состав облака.
Обычно около 70 % массы межзвёздного облака составляет водород, оставшаяся часть приходится в основном на гелий. В облаках также присутствуют следы тяжёлых элементов: металлов, таких как кальций, нейтральный или в форме катионов Ca+ (90 %) и Ca++ (9 %), и неорганические соединения, такие как вода, оксид углерода, сероводород, аммиак и цианистый водород.
До недавнего времени считалось, что из-за малой температуры и плотности облаков скорость химических реакций в межзвёздных облаках очень низкая, что приводит к появлению очень небольшого количества сложных соединений. Тем не менее, изучение спектров показало наличие сложных органических молекул. Обычно реакции, необходимые для их создания, происходят только при значительно более высоких температуре и давлении. Факт их обнаружения показывает, что химические реакции в межзвёздных облаках происходят быстрее, чем предполагалось. Эти реакции изучаются в эксперименте CRESU. Среди молекул неожиданно обнаруживаются многочисленные органические соединения, такие как формальдегид, муравьиная кислота, этанол и свободные радикалы (HO°, CN°).